# 十和田北線

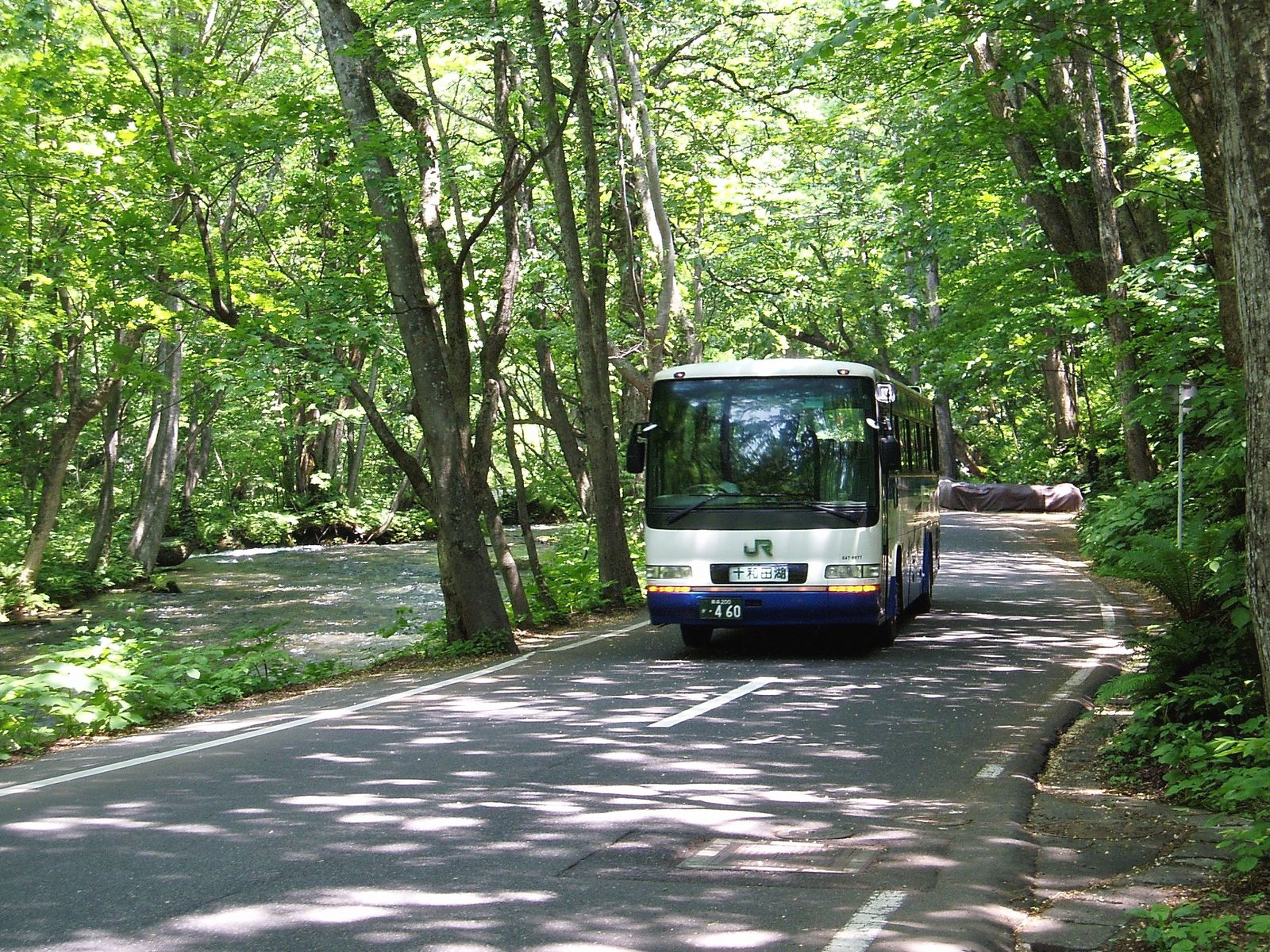
奥入瀬渓流沿いを走る十和田北線のバス

十和田北線（とわだほくせん）とは、日本国有鉄道自動車局（国鉄バス）・ジェイアールバス東北が運行する自動車路線である。
なお、「十和田北線」という路線名称は、「十和田北本線」（とわだほくほんせん）と「浅虫線」（あさむしせん）を含めた総称としても使用されていた。

## 概説

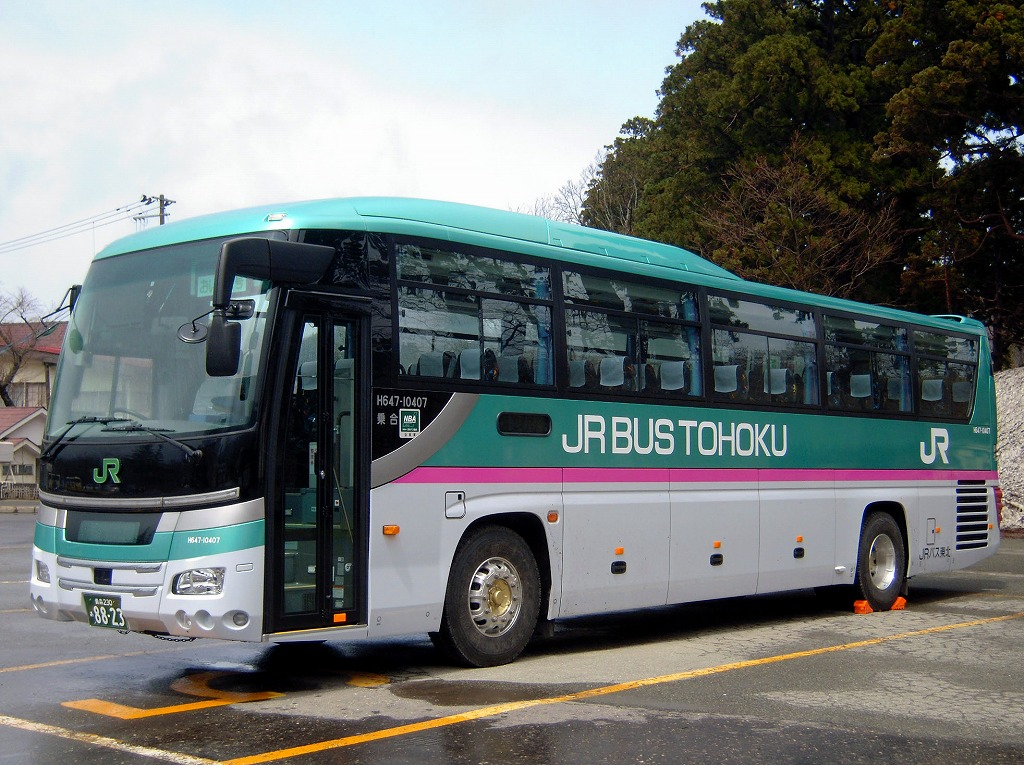
「はやぶさカラーバス」

本路線は、1934年8月5日に青森 - 休屋 - 和井内間の80kmを結ぶ路線として開設された省営バス十和田線が前身となる。この背景には、同年に政府が観光事業の拡大を提唱したものを受けたもので、省営バスとしても重要観光路線であり、後の国鉄バス4原則の中では「鉄道線の培養」に相当していた。運行開始当時にはふそうB46型を10台使用し、1日4往復の運行であった。1934年9月には観光ガイドを兼務する女子車掌が7名採用されるなどの動きもあり、1935年には車両増備も行なわれたが、屋根の高さを途中から上げて視界を確保する構造の車両も登場するなど、本格的な観光バスとしては日本でも最初期の事例として位置づけられる。一方、傘松峠などの悪路には悩まされたという。
戦時体制になると、本路線は不要不急路線として運休を余儀なくされるが、戦後に再開され、以後国鉄バスの重要な観光路線として利用者の増加傾向も見られることになる。これに対応し、1970年10月1日からはバス指定券制度を導入し、事前予約の状況に応じて続行便の台数を決定する方策がとられた。
1984年には定期観光バス「おいらせ号」の運行が開始され、1985年には天井をガラス張りにしたパノラマ車両の導入も行われているなど、積極的なサービス向上策が採られた。国鉄分割民営化後も、青森空港への連絡便の設定（現在は中止）や冬季運行区間の延長（東八甲田ルート経由での運行）が行われた。さらに、2010年12月4日の東北新幹線全線開業により新青森駅への乗り入れも行われ、JRバス東北の看板路線となっている。なお、冬季における乗客減少の影響（2012年度冬季における「みずうみ号」の青森 - 十和田湖周辺を通しで乗車する乗客数は平均2.4人だったという）などにより、2014年度より十和田湖 - 酸ヶ湯温泉間が冬季運休となり、それに伴い東八甲田ルートについても運休となった。
また、2011年3月5日の東北新幹線「はやぶさ」の運行開始にあわせ、JR東日本の協力を得て塗色を「はやぶさ」に充当される新幹線E5系電車にあわせた新型車両が投入されている。

### 十和田方式
国鉄時代に新車を投入する際、まず青森自動車営業所、十和田南自動車営業所に新車を集中配置させて、繁忙期の1シーズン稼働させた後、全国の営業所へ再配置した。これを十和田方式と呼んだ。国鉄といえども地方自動車局独自の仕様や車体があるので、十和田北線・十和田南線では東北、信越（十和田南）では見られない車両が稼働していた。民営化以降はこのような方式は行なわれなくなり、同一社内でのやりとりにとどまっている。

## 沿革
- 1929年（昭和04年）頃 - 伊香善吉が青森・酸ヶ湯間でバス運行を開始する。
- 1934年（昭和09年）8月5日 - 鉄道省が伊香善吉から青森・酸ヶ湯間の路線権利を買収、省営自動車十和田線青森・和井内間開業[6][7][8][9]。
- 1935年（昭和10年）08月01日 - 和井内・毛馬内間延伸[10][9]。
- 1937年（昭和12年）06月01日 - 妙見・津軽横内間に北野尻、居繰沢・製錬所跡間に寒水沢の各停車場を新設。
- 1939年（昭和14年）09月15日 - 和井内停車場の業務取扱範囲を一般運輸営業（但し集配の取扱はしない）に変更。
- 1941年（昭和16年）08月10日 - 戦時特令により津軽横内・休屋間運転休止[9]。
- 1945年（昭和20年）10月05日 - 津軽横内・酸ヶ湯間運行再開[9]。
- 1947年（昭和22年）09月01日 - 酸ヶ湯・休屋間運行再開[9]。
- 1965年（昭和40年）04月15日 - 雲谷・石雲谷バイパス間（1km）、十和田湖温泉経由（0.2km）開業[9]。
- 1966年（昭和41年）11月10日 - 城ヶ倉入口・城ヶ倉間（2.0km）の支線開業[9]。
- 1970年（昭和45年）
  - 05月1日 - 電話局前（現・NTT青森支店前）・妙見間の八甲田大橋経由（3.5km）開業[9]。青森市街地の経路を八甲田大橋経由に変更。
  - 10月1日 - 「バス指定券」方式開始。みどりの窓口での発売を開始。
- 1971年（昭和46年）
  - 04月01日 - 十和田湖温泉・十和田湖温泉郷（ - 焼山）間の支線開業。十和田湖温泉郷へ乗り入れ[9]。
  - 06月21日 - 青森・妙見間の支線開業。
- 1974年（昭和49年）5月1日 - バス指定券を有料化[9]。
- 1975年（昭和50年）8月1日 - ワンマンカー運行開始[9]。
- 1980年（昭和55年）
  - 3月15日 - 酸ヶ湯・休屋間貨物営業廃止。
  - 7月01日 - 休屋駅を十和田湖駅に改称。
- 1982年（昭和57年）12月15日 - 青森・酸ヶ湯間が通年運行となる。
- 1984年（昭和59年）02月01日 - 青森・酸ヶ湯間貨物営業廃止。
- 1991年（平成03年）11月11日 - 蔦温泉・十和田湖間、十和田南営業所担当で冬期運行開始[9]。（現在は取りやめ）
- 1992年（平成04年）
  - 09月18日 - 青森空港・十和田湖間運行開始[11][9]。
  - 11月11日 - 谷地温泉・十和田湖間、十和田南営業所担当で冬期運行開始[9]。（現在は取りやめ）
- 199x年 - 青森空港発着便を廃止。
- 2003年（平成15年） - 青森発みずうみ号1便を青森空港経由とする。
- 2005年（平成17年） - 青森空港経由みずうみ号を廃止。
- 2010年（平成22年）
  - 12月1日 - 「青森・八戸・十和田湖フリーきっぷ」の発売を開始（利用開始は同年12月4日から）[12]
  - 12月2日 - 「青森・八戸フリーきっぷ」の発売を終了。
  - 12月4日 - 東北新幹線全線開業に伴い、新青森駅経由となる。
- 2011年（平成23年）
  - 3月5日 - 東北新幹線「はやぶさ号」運行開始に合わせ、新車両「はやぶさカラーバス」を投入、うち「みずうみ号」2往復にを同車両を充当[3][4]。
  - 4月23日 - 同年3月11日に発生した東北地方太平洋沖地震の影響により運休していたが、この日より臨時ダイヤ（1日1往復）での運行を再開。あわせて三内丸山遺跡前（十和田湖発青森行 <下り便> の降車専用）停留所を新設、青森駅 - 新青森駅間のみの利用ができなくなる（当初は同年4月1日より実施予定であった）[13]。
  - 4月29日 - 臨時ダイヤの運行回数を1日3往復に増便。
- 2014年（平成26年）11月10日 - 2014年 - 2015年度の冬季ダイヤより、みずうみ号が冬期間運休。酸ヶ湯温泉 - 青森駅間は冬季運行継続[14]。
- 2016年（平成28年） - このシーズンを以って、JRみどりの窓口での乗車券発売を終了。
- 2021年（令和3年） - 青森支店管内での交通系ICカード利用開始に伴い、十和田北線でも利用可能となる[15]。
- 2023年（令和5年） - このシーズンを以って、青森駅・子ノ口駅・十和田湖駅の券売機における普通乗車券の発売、「青森・八戸・十和田湖フリーきっぷ」の設定・発売を終了[16]。
- 2024年（令和6年）9月1日 - ダイヤ改正。三内丸山遺跡前、岩木山展望所、萱野茶屋[注釈 1]、仙人橋、奥入瀬渓流温泉入口、焼山の各バス停を廃止。十和田湖発 青森駅行の運行経路を青森駅→新青森駅の順に停車に変更など[18]。

### 東八甲田ルート
- 2000年（平成12年） - 冬期間「東八甲田ルート」での運行開始。
- 2002年（平成14年） - 利用者が少ないことから廃止、八戸からのおいらせ号に振り替え。
- 2003年（平成15年） - 東北新幹線八戸開業により十和田湖への観光客が増え需要が見込めることから、運行を再開（ただし時刻は青森メインから十和田湖メインに変更）。
- 2004年（平成16年） - 運行時刻を青森メインに変更。
- 2006年（平成18年） - 酸ヶ湯線減便のため酸ヶ湯温泉経由に変更。運行時刻を再度十和田湖メインに変更。
- 2014年（平成26年） - この年度から再び冬季運休になるため、運行中止[14]。

## 運行概要
路線起点が十和田湖となっているため、青森方面が下り、十和田湖方面が上りとなっている。

### 系統
- 4月中旬 - 11月初旬（夏期ダイヤ）
  - 十和田湖 - 青森駅（1日3往復）
  - 十和田湖 - 奥入瀬渓流温泉（1日2往復）
- 11月初旬 - 4月中旬（冬期ダイヤ）
  - 酸ヶ湯温泉 - 青森駅（みずうみ号）

※以前は上記の他に青森駅 - 酸ヶ湯温泉（各停便）も設定されていたが、2010年以降の冬期ダイヤでは設定されていない。また、前述の通り2014年度冬季ダイヤより東八甲田ルートは運行中止。

### ダイヤ

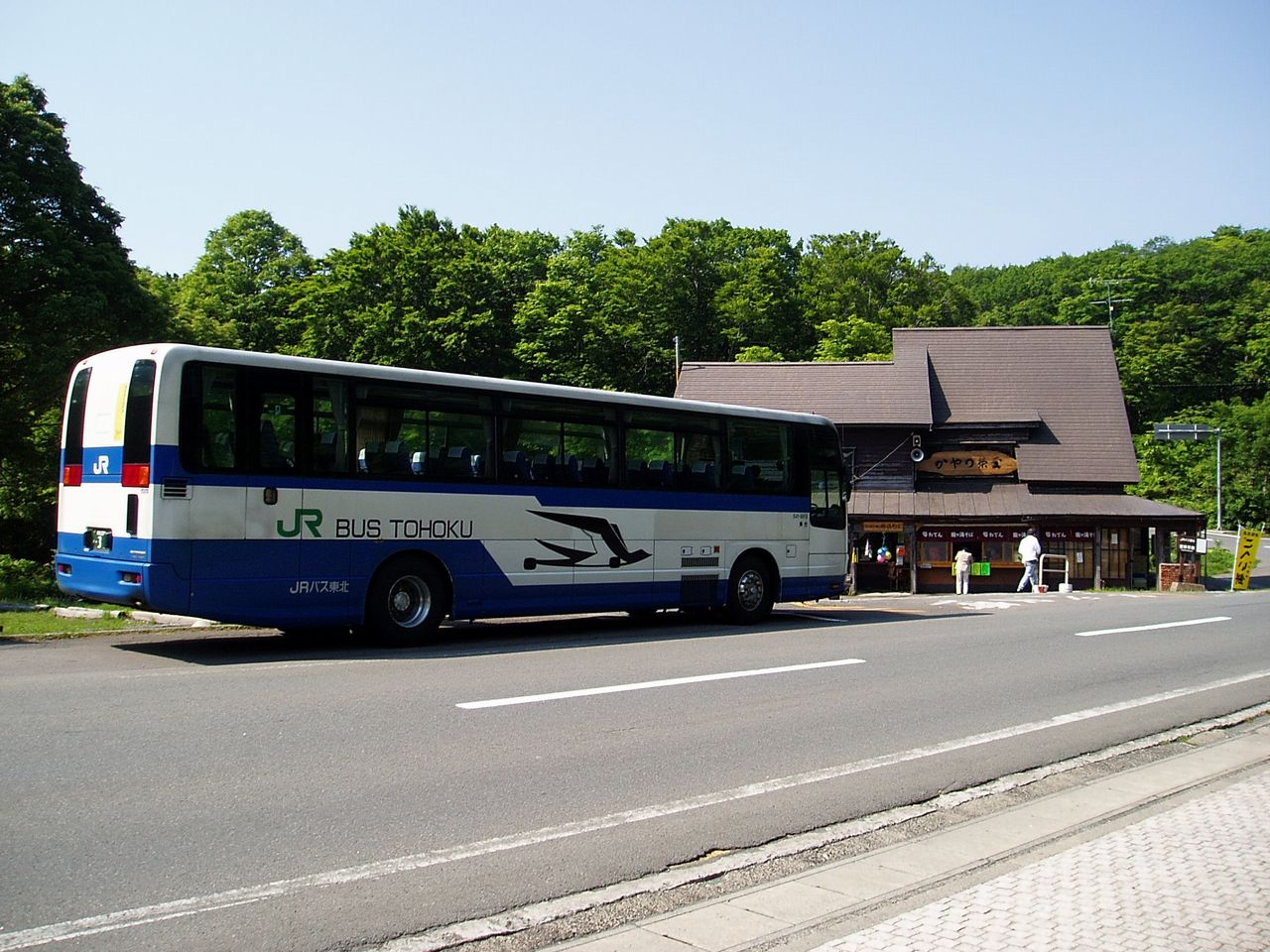
萱野茶屋にて

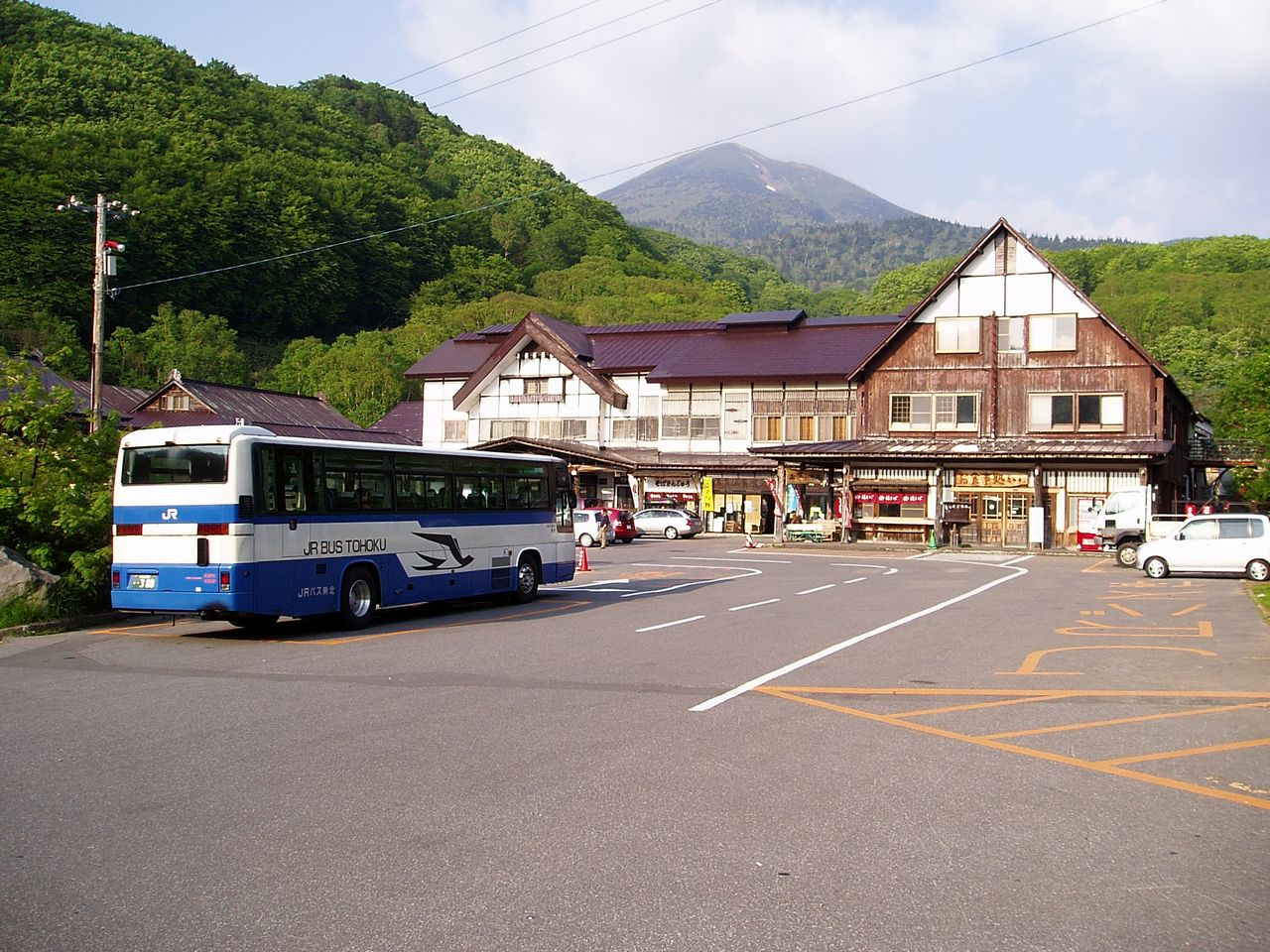
酸ヶ湯温泉にて

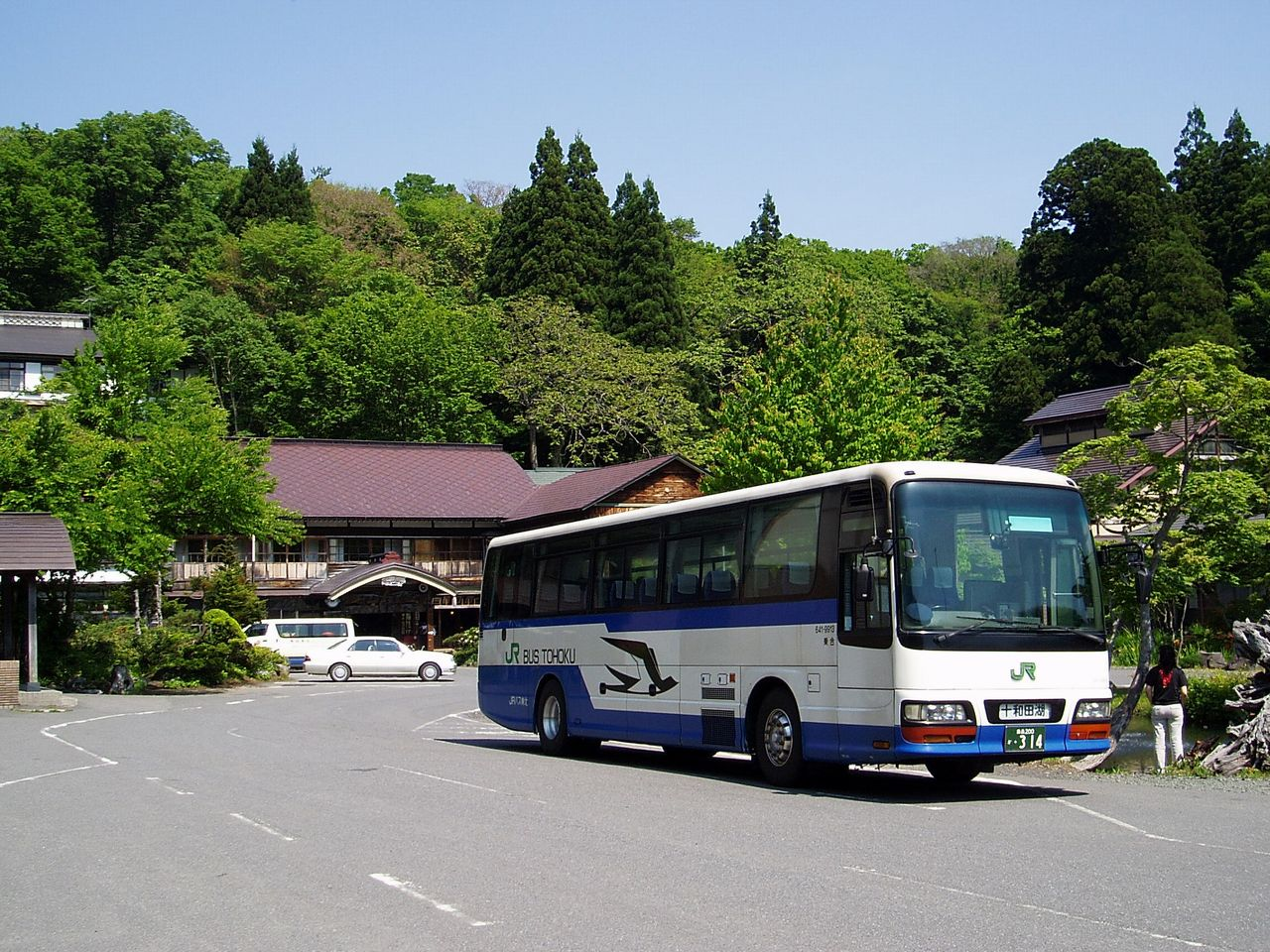
蔦温泉にて

#### 夏期ダイヤ
2024年度は4月13日 - 11月19日まで運行。
2003年より十和田東線運行開始のため、運行本数が削減された。基本的には十和田湖 - 青森駅間の運行だが、十和田湖 - 蔦温泉間の便も運行される。
なお、一時期は浅虫温泉駅発着のあさむし号や青森空港経由、城ヶ倉大橋経由、朝に青森駅 - 酸ヶ湯温泉間の区間便が設定されていたが、廃止された。
以前はバス指定券の発売状況に応じて続行便を出す処置がとられた。現在は状況に応じて2～3台で運行される。以前は続行便が青森駅 - 子ノ口間において運行されていた。青森駅発の場合は1台目が子ノ口行、2台目を十和田湖行とし誤乗車を防いでいる。ただ子ノ口以遠の乗客でも、十和田湖行が満席の場合は子ノ口行に乗車することになる（子ノ口で乗継可能）。子ノ口行の行き先幕は大きい文字で十和田湖と書かれた下に小さく（子ノ口）と書かれている。
上りは萱野高原・蔦温泉にて、下りは蔦温泉・酸ヶ湯温泉にて5～10分程度の休憩時間がある。

#### 冬期ダイヤ
酸ヶ湯付近の笠松峠が冬期間通行止めとなることから、蔦温泉 - 酸ヶ湯温泉間は運休となる。
このほか2000年より田代平経由で運行する通称東八甲田ルートが開設された。一時は十和田東線へのシフトが予想されたため廃止されたが、JR東日本からの要請によって復活した。しかし、冬季間の乗客数減少などにより、2014年度冬季ダイヤからは再び運行休止となった。
なお、以前は十和田湖側では夏期ダイヤとほぼ同じ時刻で十和田湖 - 蔦温泉間の区間便が、青森側では旅客案内上酸ヶ湯線として運行していた。酸ヶ湯線は横内線に組み込まれ、青森市内全停留所に停車していた。以前は3往復で堤橋経由の設定があったが、八甲田大橋経由にされ2往復となり、2006年冬期からは更に1往復に減便された。ただし青森 - 十和田湖間の東八甲田ルートが酸ヶ湯温泉経由となったため、青森 - 酸ヶ湯間は2往復体制が確保されていた。どちらも現在は設定されていない。前述の通り、2014年度冬季からは青森 - 十和田湖間の東八甲田ルートが冬期運休となり、冬季は青森 - 酸ヶ湯間3往復の運行となる。

## 運行経路
十和田湖駅・子ノ口駅は自動車駅。かつては宇樽部・酸ヶ湯温泉も自動車駅だった。

### みずうみ号
2024年9月1日現在。
十和田湖駅 - 下宇樽部 - 宇樽部 - 子ノ口駅 - 銚子大滝 - 雲井の流れ - 雲井の滝 - 馬門岩 - 石ケ戸 - 紫明渓 - 奥入瀬渓流館 - 奥入瀬渓流温泉 - 蔦温泉 - 谷地温泉 - 猿倉温泉 - 睡蓮沼 - 酸ヶ湯温泉 - 城ヶ倉温泉 - 八甲田ロープウェイ駅前 - 妙見（下り便のみ・降車専用） - ※青森駅 - ※新青森駅（上りの一部便は経由しない） - 
上記記載停留所のみ利用可能（みずうみ号が青森市内で通過する一般路線停留所<例：横内、青森公立大学など>からは乗り降り不可）。
青森市内は上下便とも青森駅→新青森駅の順に停車。なお、青森駅 - 新青森駅間のみの利用はできない。
冬期間は酸ヶ湯温泉 - 青森駅間の運行となる。
青森市内での下り便降車停留所は変更されており、以前はねぶたの里入口・浄水場入口・NTT青森支店前・観光物産館（一部便のみ）の4箇所であった。のちに「ねぶたの里」閉園に伴い、ねぶたの里入口が通過となったほか、三内丸山遺跡・新青森駅の停車に伴い運行経路が変更された結果、現在の停留所となった。

### 過去の運行経路

#### みずうみ号（東八甲田ルート）
2011年11月7日現在。
十和田湖 - 石ヶ戸 - 十和田湖温泉郷 - 蔦温泉 - 谷地温泉 - 酸ヶ湯温泉 - 城ヶ倉温泉 - ロープウェイ駅前 - （三内丸山遺跡前/下り一部便のみ） - 新青森駅 - 青森駅
※記載停留所のみ停車。

#### 酸ヶ湯線
2010年度以降の冬ダイヤでは設定なし。
酸ヶ湯温泉 - 城ヶ倉温泉 - ロープウェイ駅前 - 萱野茶屋 - ヴィラシティ雲谷 - 青森公立大学 - ねぶたの里入口 - 浄水場入口 - 津軽横内 - 妙見 - サンロード青森前 - NTT青森支店前 - 新町二丁目 - 青森駅
※各停留所に停車。

## 横内線

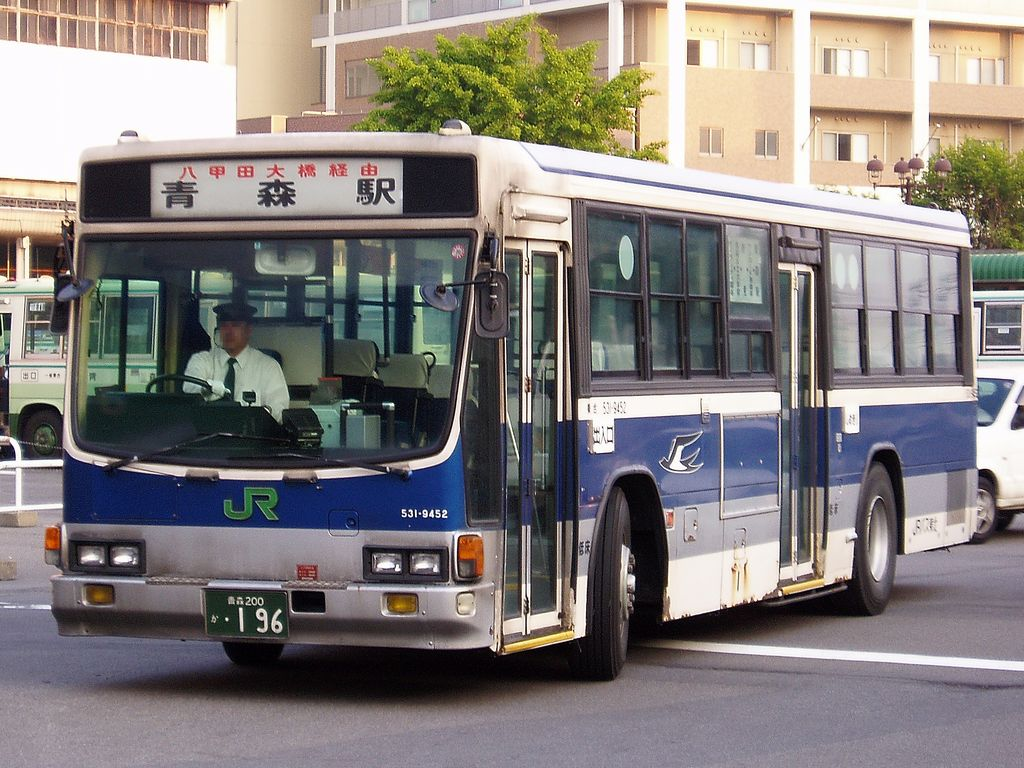
横内線に運用される車両

青森県青森市の青森駅と津軽横内を経由して青森公立大学前までの路線。かつては雲谷まで運行していた。
運行経路
- 八甲田大橋経由
  - 青森駅 - 新町二丁目 - NTT青森支店前（国道103号沿い） - みちのく銀行本店前 - サンロード青森前 - 妙見 - 津軽横内 - 浄水場入口 - 青森公立大学前

- 堤橋経由
  - 青森駅 - 新町二丁目 - NTT青森支店前（国道4号沿い） - 堤橋 - 文化会館前 - 妙見 - 津軽横内 - 浄水場入口 - 青森公立大学前

備考
- 運行区間は青森駅 - 青森公立大学間である。
- 現在は八甲田大橋経由が主体であり、堤橋経由は平日の1往復のみである。

歴史
- 1934年（昭和9年） - 十和田北線に青森駅～浄水場入口・雲谷間（堤橋経由）の区間運行便が設定される。
- 1944年（昭和19年）4月1日 - 戦時特令により運行休止となる。
- 1945年（昭和20年）9月15日 - 運行再開。
- 1967年（昭和42年）8月1日 - 青森・雲谷間にてワンマンカー運行開始（夏期のみ）。
- 1970年（昭和45年）3月14日 - 石組谷・雲谷スカイランド間（0.7km）開業。雲谷スカイランド（後のヴィラシティ雲谷）発着の運行を開始。
- 1982年（昭和57年）12月20日 - 1往復が八甲田大橋経由になる。
- 1984年（昭和59年）7月5日 - ねぶたの里入口まで路線延長（0.5km）。ねぶたの里発着の運行を開始。
- 1987年（昭和62年）12月15日 - 冬期ワンマン運行開始。
- 1993年（平成5年）4月1日 - ねぶたの里発着を延長する形で青森公立大学発着の運行を開始。
- 1998年（平成10年） - モヤヒルズ発着の運行を開始。
- 2012年（平成24年）12月1日 - ヴィラシティ雲谷への乗り入れを廃止。
- 2014年（令和6年）8月31日 - この日の運行をもって青森公立大学前 - モヤヒルズ間の運行を廃止。

その他
- 八甲田大橋経由は全区間において青森市営バスと並行している。ただし青森市営バスの問屋町線などは国道（古川）経由だが、JRバスは全便新町経由である。
- 堤橋経由の筒井通り～妙見間はJRバス単独路線である（八甲田大橋ができるまでは青森市営バスとの競合路線であった）。
- 「津軽横内」は青森市営バスの「横内」バス停と同じ場所にある。

## のりば
- 十和田湖（JRバス十和田湖駅）…2番のりば
- 子ノ口（JRバス子ノ口駅）…青森行1番のりば、十和田湖行2番のりば
- 新青森駅…東口1番のりば
- 青森駅…十和田北線11番のりば、横内線JRバス1番のりば

## 乗車券
- 後払い制。現金または交通系ICカードが利用できるほか、JRバス東北の回数券も利用できる（青森支店での回数券発売はすでに終了している）。
- 以前は青森駅、子ノ口駅、十和田湖駅に自動券売機を設置し、普通乗車券を発売していた。事前に普通乗車券を購入した場合に限り、2日間有効で萱野茶屋 - 十和田湖間にて途中下車可能であった。

## その他
- 前乗り前降り。車椅子やベビーカーは折りたたんで乗降する。

## 廃止路線

### 浅虫線
路線概要

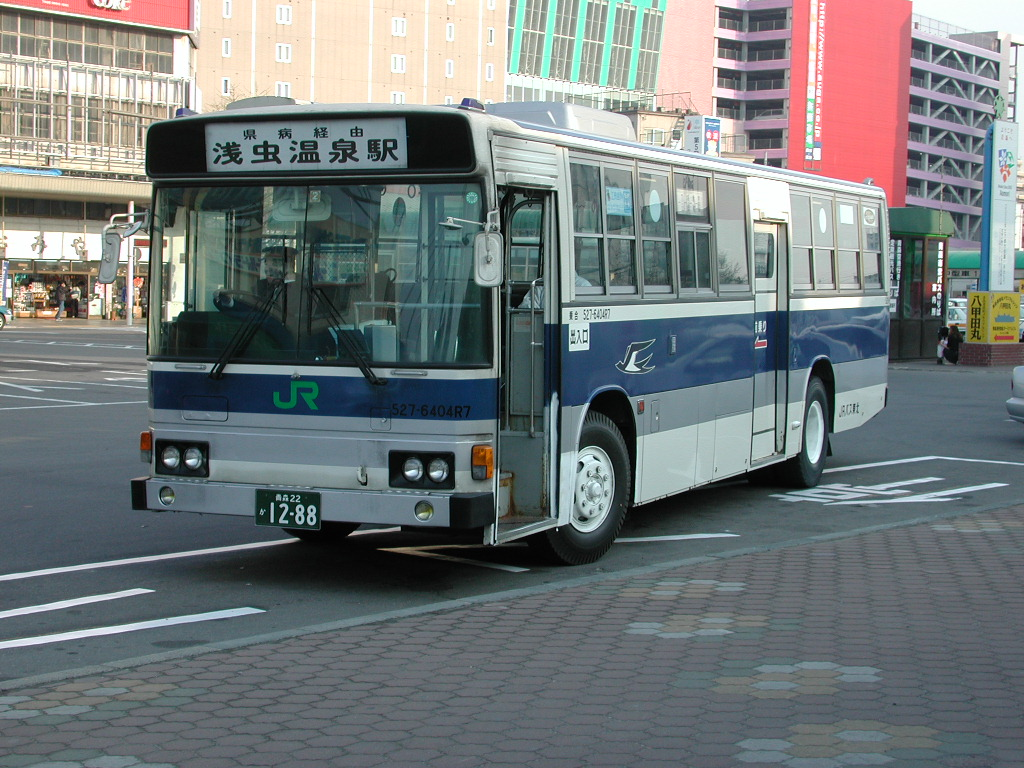
浅虫線 527-6404R7

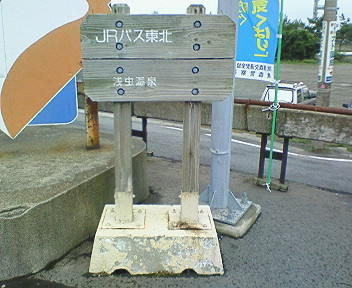
廃止・撤退された後も、浅虫温泉駅にて今なお撤去されないままに残っている木製バス停留所ポール（2007年9月撮影）

2007年4月1日まで青森県青森市青森駅と同市浅虫温泉駅を結んでいた、十和田北線の支線扱いの路線。一時期は浅虫水族館発着や浅虫温泉駅発青森空港行、県立中央病院前発着便も運行した。
十和田北線の支線として、東北本線が停車しない集落からの鉄道連絡を行うために路線が開設された。正式には堤橋～浅虫温泉駅間が浅虫線で、青森駅～堤橋間は十和田北線となっている。その後、青森市営バスが並行する形で路線を開設し、競合となった。青森市営バスが酸ヶ湯までの路線開設を申請した際に、開設条件として青森市営バスの一部時間帯の便を国鉄バスに譲ることで合意した。
青森市営バスは公共交通機関という役目から福祉乗車証を交付したため、次第に高齢者の利用者が減っていった。さらにはバスカードが導入され、更なる乗客離れが進んだ。そのため青森支店管内では通学用金券式回数券を廃止した上で、普通金券式回数券を本来の11枚綴りから13枚綴りにしたほか、浅虫水族館への乗り入れや青森空港線直通便なども運行したが、利用者は伸びなかった。
2000年頃までは1時間に1本程度の本数が確保されていたが、それ以降は青森市営バスと時間が重複する便の廃止や、一部便の県立中央病院前～浅虫温泉駅間を廃止するなどの合理化を行ったものの、それでも乗客は減り続けた。青森市営バス東部営業所が東造道から野内に移転し、それまでJRバスを利用していた八重田・原別地区の乗客が青森市営バスを利用できるようになった影響が考えられる。2006年4月ダイヤ改正では7往復（休日4往復）にまで減便された。その後も乗車率の減少に歯止めがかからなかったことから、2007年3月31日をもってJRバスによる運行が終了し、翌4月1日に廃止された。これにより同区間からJRバスは撤退し、市営バスに一本化された（現在運行されている青森市営バスの浅虫線は青森市営バス東部営業所を参照）。
運行経路
青森駅（青森駅前1番のりば） - 市役所前 - 堤橋 - 県立中央病院前 - 野内駅 - 浅虫温泉駅
歴史
- 1930年（昭和5年） - 天内勝四郎により運行が開始される。後に、木村貴三郎に譲渡。
- 1936年（昭和11年）11月20日 - 木村貴三郎から権利を買収し、省営自動車浅虫線堤橋・浅虫間開業[20]。

【新設停車場】商業学校前、種鶏場前、原別、野内橋、北野内、野内駅前、津軽浦島、観音寺通、久栗坂、津軽高野山
- 1944年（昭和19年）4月1日 - 戦時特令により運行休止[9]。
- 1945年（昭和20年）11月20日 - 運行再開[9]。
- 1956年（昭和31年）11月10日 - 浅虫水族館まで延長（1km）される[9]（ただし、この当時の水族館は、東北大学臨海実験所附属水族館）。
- 1970年（昭和45年）7月10日 - ワンマンカー運行開始[9]。
- 1972年（昭和47年）10月24日 - 浅虫駅～浅虫水族館間廃止される。
- 1982年（昭和57年）3月25日 - 県病前経由となる[9]。
- 1983年（昭和58年）7月24日 - 再度、浅虫水族館まで延長（2.5km）される[9]。
- 1994年（平成6年）12月1日 - 再度、浅虫温泉駅～浅虫水族館間を廃止する[9]。
- 1995年（平成7年）9月1日 - 浅虫温泉駅～青森空港の運行開始[21]。
- 2001年（平成13年）4月1日 - 県立中央病院発着便が設定される。
- 2004年（平成16年）4月1日 - 県立中央病院発着便が廃止、大幅な減便が行われる。
- 2007年（平成19年）
  - 3月31日 - 同日をもって運行終了。
  - 4月1日 - JRバス浅虫線、廃止。